# 川上嘉
川上 嘉（かわかみ よしみ、1909年（明治42年）5月 - 1994年（平成6年）8月2日）は、日本の政治家、参議院議員。鹿児島県大島郡龍郷町戸口出身。龍郷町名誉町民。

## 来歴
鹿児島県立大島中学校 (旧制)および明治大学専門部法科を卒業。中央大学の税務高等経理講習と東京大学の公開講座を修了。
大島支庁に勤務した後、1935年から東京財務局管内の各税務署に勤務。1946年結成の全国財務労働組合（全財、国公関連労働組合連合会の前身の一つ）に参加し、1947年東京財務職員組合委員長に就任。
1947年の第1回参議院議員通常選挙全国区に無所属で立候補して、初当選（任期3年）。1948年、税務会計事務所を開設。改選をむかえた第2回参議院議員通常選挙全国区にも無所属で再び立候補するが落選し、1950年退任。その後も全国区に第3回は左派社会党から、第4回と第5回は日本社会党から立候補するがいずれも落選。
参議院議員退任後の1951年以降は、奄美の本土復帰運動に携わる。1976年に東京奄美会第11代会長に就任し、3期6年務める。その他、奄美民主同志会長、関東鹿児島県人連合会副会長、関東安陵会（鹿児島県立大島高等学校の関東の同窓会）会長等などを歴任した。日本社会党東京連合会名誉賞受賞。1986年秋の叙勲で勲二等瑞宝章受章。1994年8月2日死去、85歳。死没日をもって正五位に叙される。2005年に出身地龍郷町の名誉町民となる。